# فرانك ويلكزك
فرانك أنتوني ويلكزك (Frank Anthony Wilczek) (مواليد 15 مايو 1951) هو عالم فيزياء نظرية أمريكي، وبروفسور فيزياء في معهد ماساتشوستس للتقنية. حصل على جائزة نوبل للفيزياء عام 2004 بالاشتراك مع دايفيد غروس وهـ. دايفيد بولتيزر عن أعمالهما في الحرية المتقاربة asymptotic freedom.
نشأ ويلكزك كاثوليكيًا ولكنه «فقد الإيمان بالدين التقليدي» لاحقًا. وقد تم وصفه بأنه لاأدري، ولكنه ذكر في عام 2013 أن وصف «واحدي» هو أكثر دقة.

## روابط خارجية
- فرانك ويلكزك على موقع الموسوعة البريطانية (الإنجليزية)
- فرانك ويلكزك على موقع مونزينجر (الألمانية)
- فرانك ويلكزك على موقع ميوزك برينز (الإنجليزية)
- فرانك ويلكزك على موقع إن إن دي بي (الإنجليزية)